# Weißenstein (kulle i Antarktis)
Weißenstein är en kulle i Antarktis. Den ligger i Östantarktis. Storbritannien gör anspråk på området. Toppen på Weißenstein är 1 172 meter över havet.
Terrängen runt Weißenstein är kuperad åt sydväst, men åt nordost är den platt. Terrängen runt Weißenstein sluttar norrut. Trakten är obefolkad. Det finns inga samhällen i närheten.